# 有村博紀
有村 博紀（ありむら ひろき）は、日本の情報学者。北海道大学大学院情報科学研究院教授、日本学術会議会員。博士（理学）（九州大学）。専門は人工知能、データマイニング、機械学習、情報検索、アルゴリズムとデータ構造。

## 人物・経歴
1984年3月福岡県立修猷館高等学校を経て、1988年3月に九州大学理学部物理学科を卒業。1990年3月には九州大学大学院理学研究科情報システム学専攻修士課程を修了。
1990年4月、九州工業大学情報工学部助手として着任。その後、同大学講師（1994年4月 - 1995年3月）、助教授（1995年4月 - 1996年3月）を務めた。1994年6月、九州大学にて博士（理学）の学位を取得。博士号取得後の1996年6月 - 10月には、ヘルシンキ大学に学振特定国交流研究員として訪問。
1996年4月、九州大学大学院システム情報科学研究科助教授（2000年の組織改編により准教授）として着任し、2002年4月 - 2003年3月には同大学情報基盤センター研究部兼任准教授、2001年4月 - 2002年3月には同大学附属図書館研究開発室兼任准教授も務めた。この間、1999年10月 - 2002年3月には、JST PREST「情報と知」領域研究者として研究に従事した。また、2005年3月 - 6月には文部科学省の支援によりリヨン大学第1に訪問研究員として滞在した。
2004年4月、北海道大学大学院情報科学研究科教授に就任し、2019年4月からは改組により同研究院教授。2007年7月 - 2012年3月には、文部科学省グローバルCOEプログラム「知の創出を支える次世代IT基盤拠点」拠点リーダーを務めた。2013年4月 - 2015年3月には北海道大学知識メディアラボラトリー長、2016年4月 - 2018年3月には北海道大学「ビッグデータ・サイバーセキュリティ グローバルステーション (GSB)」拠点長、2015年度および2018年4月 - 2022年3月には北海道大学共同プロジェクト拠点「知識メディアラボラトリー」リーダーを務めた。
この間、2008年1月 - 2022年3月には国立情報学研究所連携研究部門客員教授、2016年4月 - 2021年3月には北海道大学国際連携研究教育局教授（兼務）、2021年4月からはGI-CoRE連携教員を務めている。2020年4月からはJST PREST/さきがけ「信頼されるAIの基盤技術」研究総括を務め（- 2026年3月）、2025年3月まで北海道大学電子科学研究所附属社会創造数学研究センター兼務教員。2020年10月より日本学術会議連携会員、2023年10月より日本学術会議会員。

## 受賞
- 1992年：人工知能学会 1992年度研究奨励賞[2]
- 1992年：人工知能学会 全国大会優秀論文賞[2]
- 1998年：情報処理学会 第55回全国大会大会優秀賞[2]
- 2000年：PAKDD2000 Paper with Merit Award[2]
- 2001年：人工知能学会 2000年度論文賞[2]
- 2002年：電子情報通信学会DE研究会 DEWS2002優秀論文賞[2]
- 2003年：電子情報通信学会DE研究会 DEWS2003最優秀論文賞[2]
- 2004年：電子情報通信学会DE研究会 DEWS2004優秀論文賞[2]
- 2004年：人工知能学会 2004年研究会優秀賞[2]
- 2004年：2nd Workshop on Frequent Itemset Mining Implementations (FIMI'04) BEST IMPLEMENTATION AWARD[2]
- 2005年：日本データベース学会 上林記念研究奨励賞[2]
- 2010年：電子情報通信学会 情報・システムソサイエティ 論文賞（先見論文）[2]
- 2013年：人工知能学会 研究会優秀賞[2]
- 2015年：情報処理学会 全国大会 学生奨励賞（指導学生）[2]
- 2016年：情報処理学会 2016年度山下記念研究賞[2]
- 2016年：情報処理学会 論文賞[2]
- 2019年：人工知能学会 研究会優秀賞[2]
- 2022年：人工知能学会 2021年度論文賞[2]
- 2024年：The Symposium on Combinatorial Pattern Matching (CPM) Test of Time Award[2]